# John Martyn (botanico)
John Martyn, o Joannis Martyn (Londra, 12 settembre 1699 – Chelsea, 29 gennaio 1768), è stato un botanico inglese.

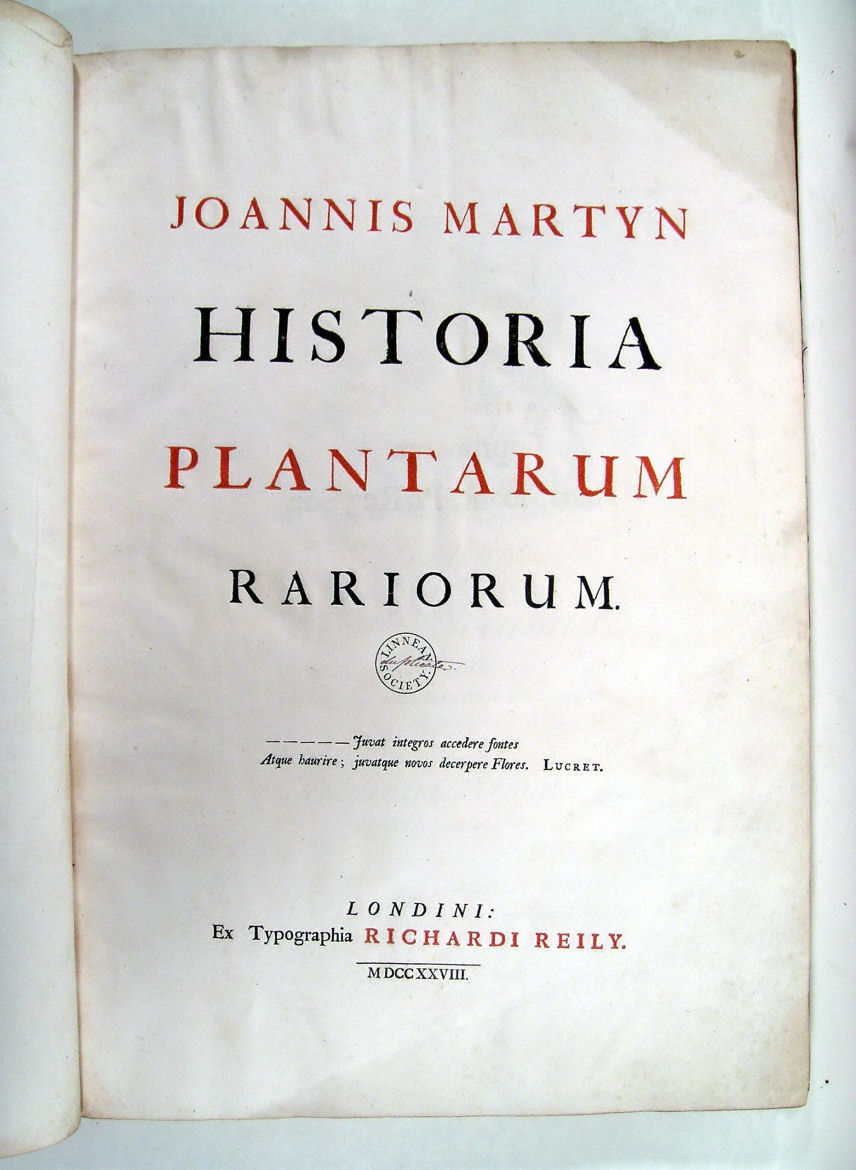

Martyn è molto conosciuto per il suo Historia Plantarum Rariorum (1728-1737), e per la sua traduzione, con preziose note colturali e botaniche, delle Bucoliche (1749) e delle Georgiche (1741) di Virgilio.